# Filip den uppriktige av Pfalz
Filip den uppriktige, född den 14 juli 1448 i Heidelberg, död den 28 februari 1508 i Germersheim, var en tysk furste av huset Wittelsbach, pfalzgreve vid Rhen och kurfurste av Pfalz från 1476.

## Biografi
Filip den uppriktige var ende son till Ludvig IV av Pfalz och dennes gemål Margareta av Savojen. Vid ett års ålder fick han sin farbror Fredrik den segerrike av Pfalz till förmyndare, vilken senare adopterade honom. 1474 gifte han sig med Margareta av Bayern-Landshut, dotter till Ludvig IX av Bayern, och erhöll Oberpfalz. Efter adoptivfaderns död blev han kurfurste, i enlighet med dennes löfte. 1499 ärvde han de besittningar som tillhört grenarna Pfalz-Mosbach och Pfalz-Neumarkt. Filip förlorade landshutska tronföljdskriget 1504 mot Albrekt IV av Bayern. Han efterträddes av äldste sonen Ludvig V av Pfalz.